# Жевахівщина (пам'ятка природи)
Жевахі́вщина (інша назва — Жеваховський парк) — ботанічна пам'ятка природи місцевого значення в Україні. Розташована в межах Прилуцького району Чернігівської області, у південній частині смт Линовиця.
Площа 19,3 га. Статус дано згідно з рішенням Чернігівського облвиконкому від 10.06.1972 року № 303; від 27.12.1984 року № 454; від 28.08.1989 року № 164; рішення Чернігівської обласної ради від 29.11.2006 року. Перебуває у віданні: Линовицька селищна рада.
Статус дано для збереження парку, закладеного 1919 року на місці маєтку В. М. Жевахова.

## Галерея

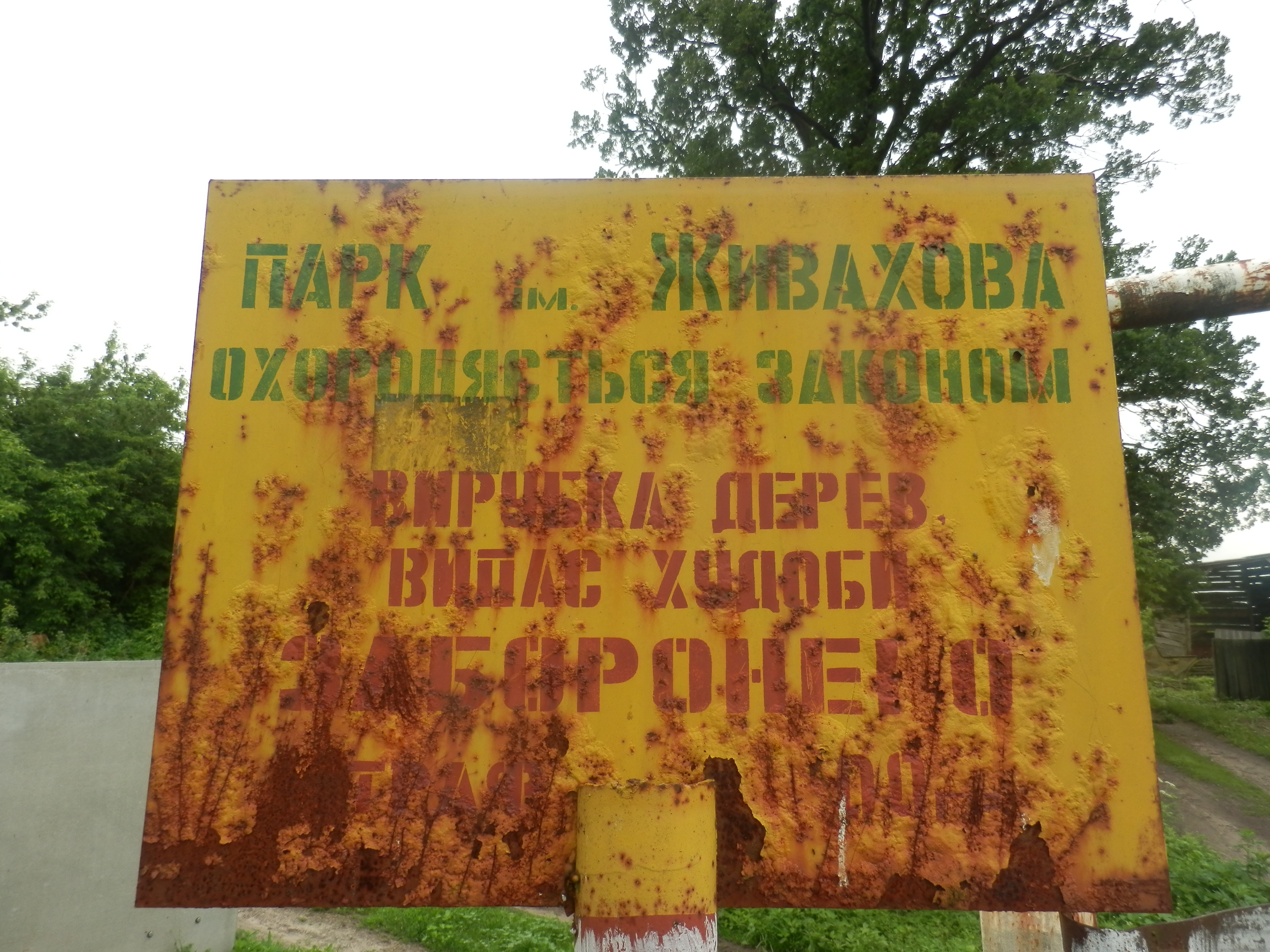
Інформаційна табличка
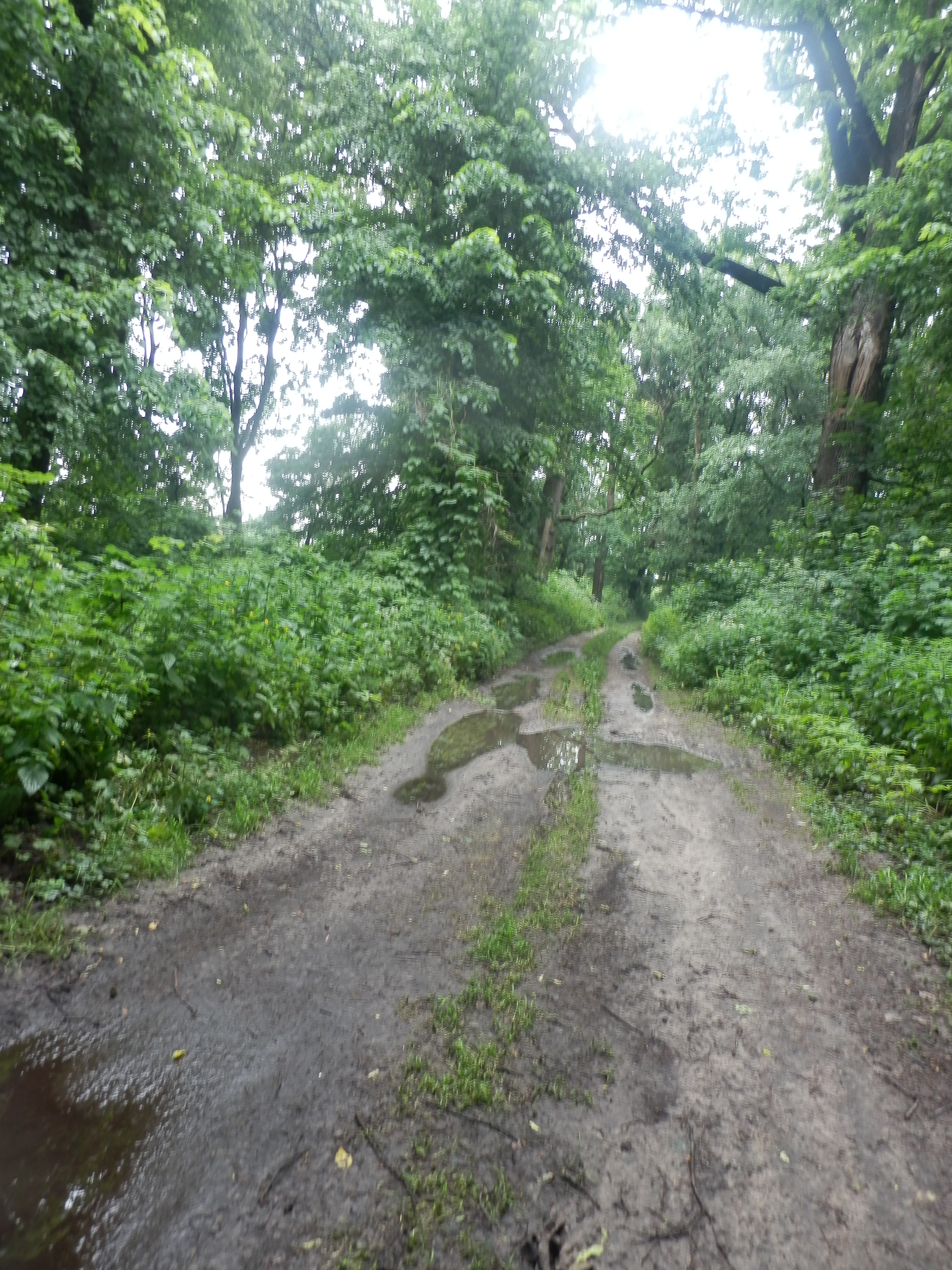
Дорога в парку
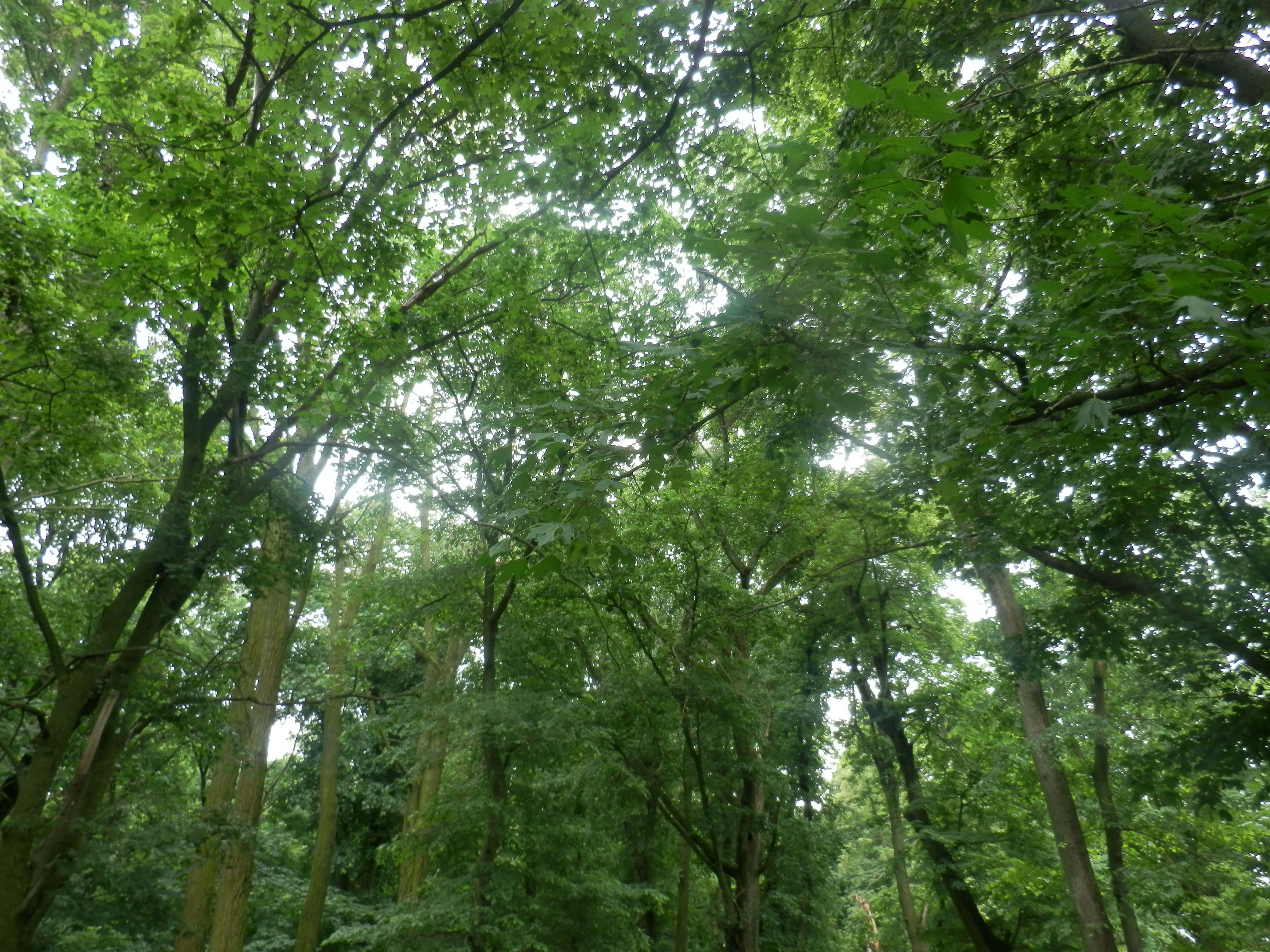
Жевахівщина
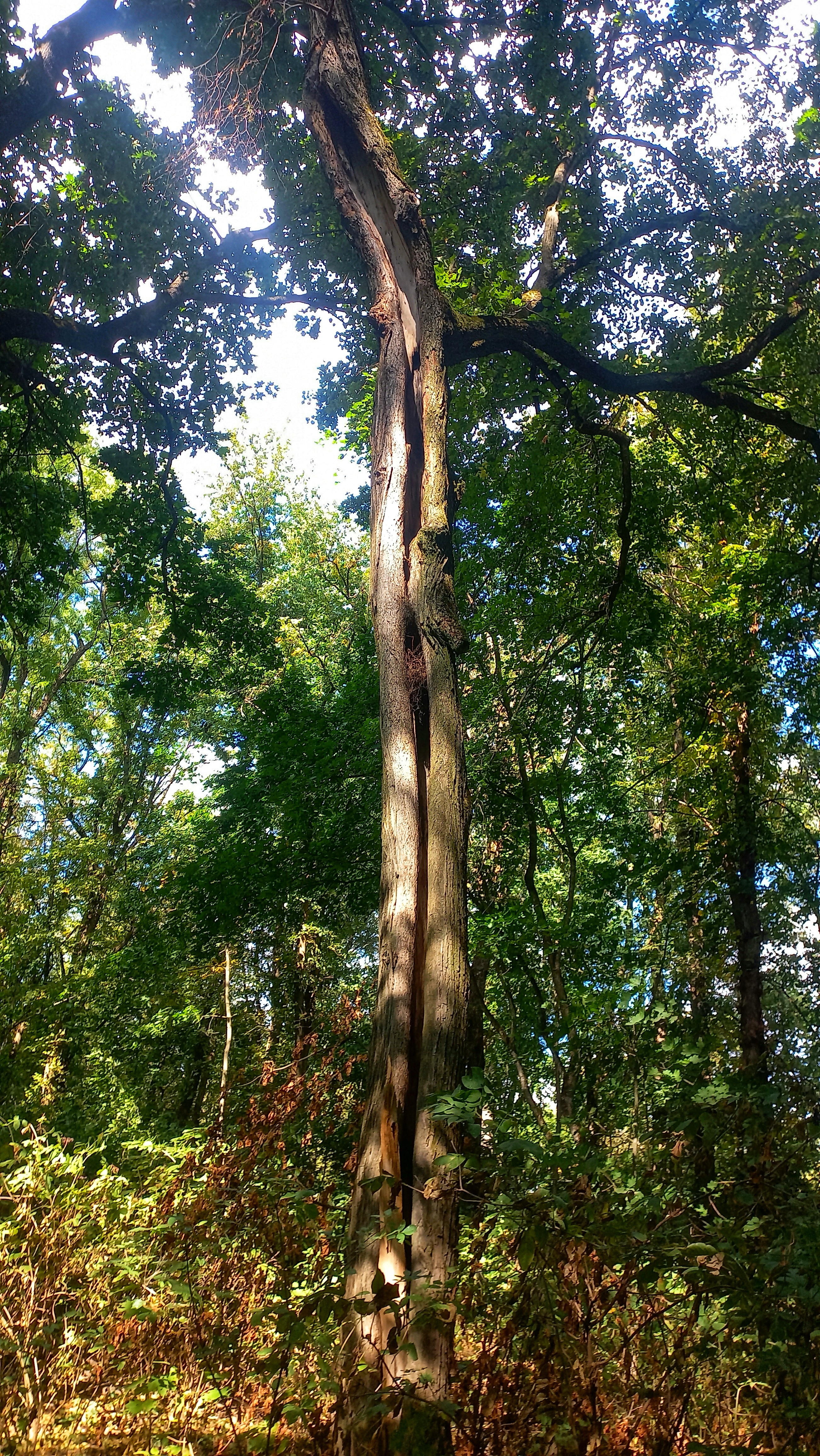
Сліди від блискавки
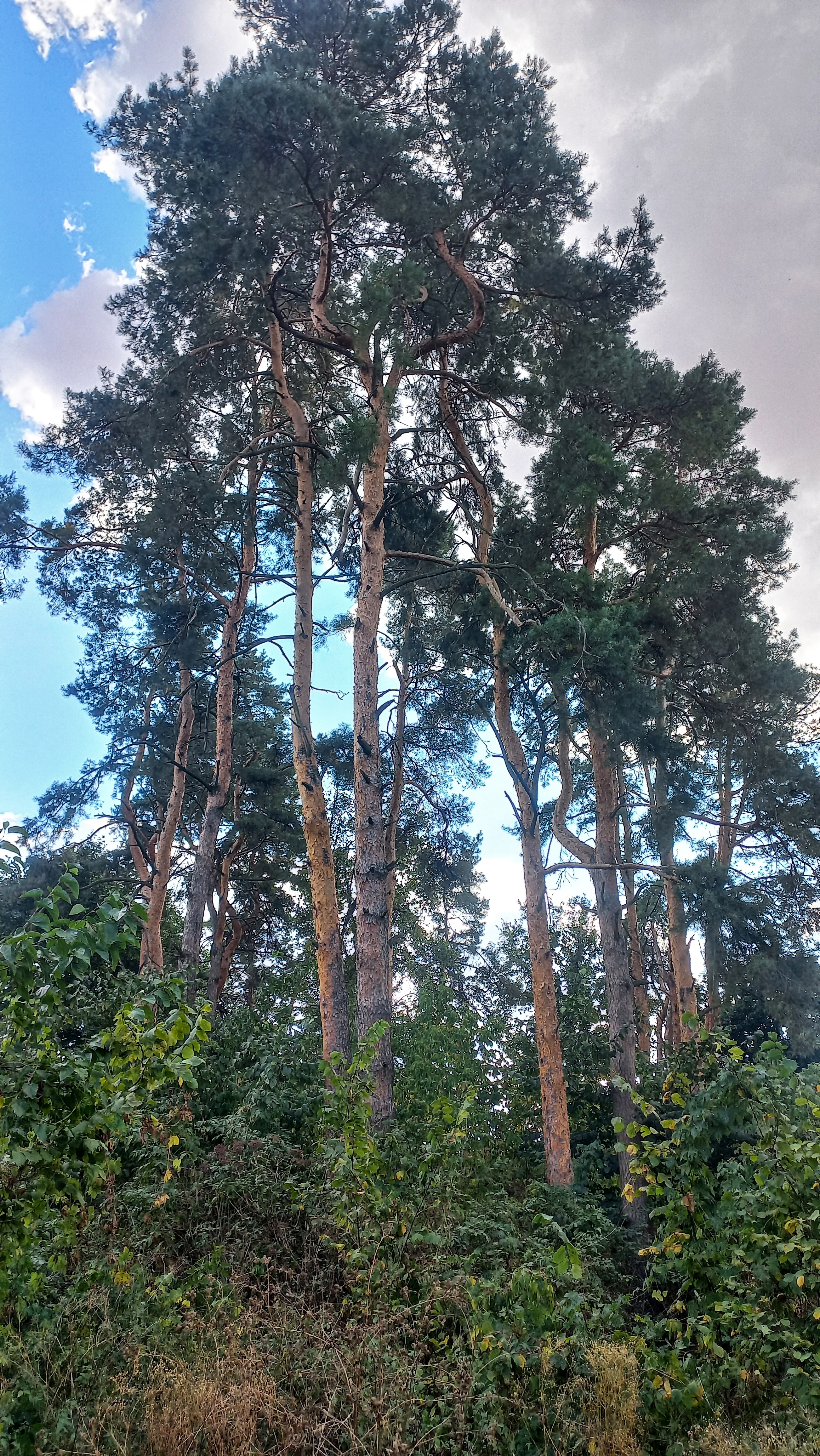
Сосни
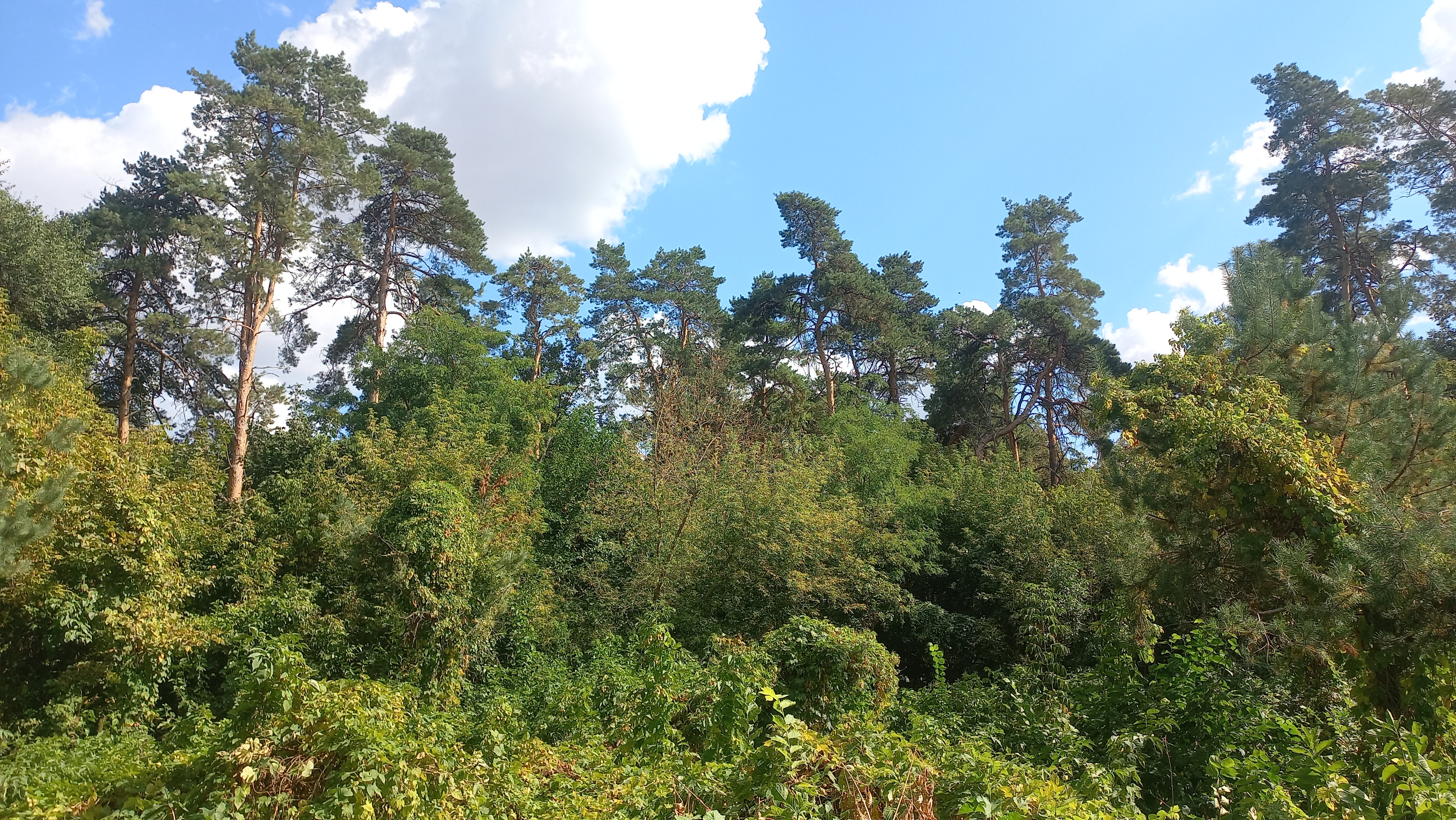
Сосни